# Lijst van nummer 1-albums in de LP Top 75 in 1986
Onderstaande albums stonden in 1986 op nummer 1 in de LP Top 75 de voorloper van de Media Markt Album Top 40. De lijst werd samengesteld door de Stichting Nederlandse Top 40.
| Nummer | Datum        | Artiest                   | Titel                     |
| ------ | ------------ | ------------------------- | ------------------------- |
| 165    | 4 januari    | Sade                      | Promise                   |
|        | 11 januari   | Sade                      | Promise                   |
|        | 18 januari   | Sade                      | Promise                   |
| 166    | 25 januari   | Simply Red                | Picture book              |
|        | 1 februari   | Simply Red                | Picture book              |
| 167    | 8 februari   | Feargal Sharkey           | Feargal Sharkey           |
|        | 15 februari  | Feargal Sharkey           | Feargal Sharkey           |
| 166    | 22 februari  | Simply Red                | Picture book              |
|        | 1 maart      | Simply Red                | Picture book              |
|        | 8 maart      | Simply Red                | Picture book              |
|        | 15 maart     | Simply Red                | Picture book              |
|        | 22 maart     | Simply Red                | Picture book              |
|        | 29 maart     | Simply Red                | Picture book              |
|        | 5 april      | Simply Red                | Picture book              |
|        | 12 april     | Simply Red                | Picture book              |
|        | 19 april     | Simply Red                | Picture book              |
| 168    | 26 april     | The Rolling Stones        | Dirty work                |
|        | 3 mei        | The Rolling Stones        | Dirty work                |
| 166    | 10 mei       | Simply Red                | Picture book              |
|        | 17 mei       | Simply Red                | Picture book              |
| 169    | 24 mei       | Robert Long               | Achter de horizon         |
|        | 31 mei       | Robert Long               | Achter de horizon         |
| 170    | 7 juni       | Chris Rea                 | On the beach              |
|        | 14 juni      | Chris Rea                 | On the beach              |
| 171    | 21 juni      | Peter Gabriel             | So                        |
|        | 28 juni      | Peter Gabriel             | So                        |
|        | 5 juli       | Peter Gabriel             | So                        |
|        | 12 juli      | Peter Gabriel             | So                        |
| 172    | 19 juli      | Madonna                   | True blue                 |
|        | 26 juli      | Madonna                   | True blue                 |
|        | 2 augustus   | Madonna                   | True blue                 |
|        | 9 augustus   | Madonna                   | True blue                 |
|        | 16 augustus  | Madonna                   | True blue                 |
| 173    | 23 augustus  | Wham!                     | The final                 |
|        | 30 augustus  | Wham!                     | The final                 |
| 172    | 6 september  | Madonna                   | True blue                 |
|        | 13 september | Madonna                   | True blue                 |
|        | 20 september | Madonna                   | True blue                 |
| 174    | 27 september | UB40                      | Rat in the kitchen        |
| 172    | 4 oktober    | Madonna                   | True blue                 |
|        | 11 oktober   | Madonna                   | True blue                 |
| 175    | 18 oktober   | Paul Simon                | Graceland                 |
|        | 25 oktober   | Paul Simon                | Graceland                 |
|        | 1 november   | Paul Simon                | Graceland                 |
|        | 8 november   | Paul Simon                | Graceland                 |
|        | 15 november  | Paul Simon                | Graceland                 |
|        | 22 november  | Paul Simon                | Graceland                 |
|        | 29 november  | Paul Simon                | Graceland                 |
|        | 6 december   | Paul Simon                | Graceland                 |
|        | 13 december  | Paul Simon                | Graceland                 |
|        | 20 december  | Paul Simon                | Graceland                 |
|        | 27 december  | geen LP Top 75 verschenen | geen LP Top 75 verschenen |

Lijsten van nummer 1-albums in de Nederlandse Album Top 100

1969 ·
1970 ·
1971 ·
1972 ·
1973 ·
1974 ·
1975 ·
1976 ·
1977 ·
1978 ·
1979 ·
1980 ·
1981 ·
1982 ·
1983 ·
1984 ·
1985 ·
1986 ·
1987 ·
1988 ·
1989 ·
1990 ·
1991 ·
1992 ·
1993 ·
1994 ·
1995 ·
1996 ·
1997 ·
1998 ·
1999 ·
2000 ·
2001 ·
2002 ·
2003 ·
2004 ·
2005 ·
2006 ·
2007 ·
2008 ·
2009 ·
2010 ·
2011 ·
2012 ·
2013 ·
2014 ·
2015 ·
2016 ·
2017 ·
2018 ·
2019 ·
2020 ·
2021 ·
2022 ·
2023 ·
2024 ·
2025

Lijsten van nummer 1-albums van de Stichting Nederlandse Top 40

1969 ·
1970 ·
1971 ·
1972 ·
1973 ·
1974 ·
1975 ·
1976 ·
1977 ·
1978 ·
1979 ·
1980 ·
1981 ·
1982 ·
1983 ·
1984 ·
1985 ·
1986 ·
1987 ·
1988 ·
1989 ·
1990 ·
1991 ·
1992 ·
1993 ·
1994 ·
1995 ·
1996 ·
1997 ·
1998 ·
1999 ·
2011 ·
2012 ·
2013 ·
2014 ·
2015
- Nederland
- Nederland (LP Top 75)